# Reials Estudis de San Isidro
Els Reials Estudis de San Isidro, primitiva Casa dels Estudis i antic Col·legi Imperial, fan referència a diverses institucions docents instal·lades en la intersecció del carrer de Toledo i el carrer de los Estudios de Madrid des de 1569, en els terrenys en part donats per l'emperadriu Maria d'Espanya, i ara ocupats per l'Institut San Isidro.

## De la Casa dels Estudis al Col·legi Imperial
El conjunt del Col·legi Imperial, en la mansana 143 de l'antiga Vila de Madrid, té el seu origen en la fundació feta durant el regnat de Felip II de Castella,
 que va incloure un temple sota la advocació de Sant Pere i Sant Pau, construït el 1567, i la posada en funcionament dos anys després (1569) de la «Casa dels Estudis» al carrer lateral del de Toledo, institució regida per la Companyia de Jesús, i mantinguda per la vila de Madrid, que amb el temps va posar en funcionament les aules de Llatinitat i Retòrica amb matrícula gratuïta.
El 1603 es va enderrocar la primitiva església i ja sota el patronat i llegat de Maria d'Àustria i Avis, filla de Carles V i esposa de Maximilià II, emperador del Sacre Imperi Romanogermànic, es va promoure la construcció d'una col·legiata i es va posar en marxa el Col·legi Imperial.

## Col·legi Imperial de la Companyia de Jesús
El 1625, Felip IV va promoure noves obres, confiades així mateix als jesuïtes, inicialment encarregats de la gestió i explotació del centre, modificant els seus anteriors noms de Casa dels Estudis i Col·legi Imperial, com a Col·legi Imperial de la Companyia de Jesús o Col·legi de Sant Pere i Sant Pau de la Companyia de Jesús en la Cort. El 1752 Ferran VI va promocionar una nova aula de Matemàtiques.

## Reials Estudis de San Isidro
Amb l'expulsió dels jesuïtes el 1767, els Reials Estudis es van tancar, fins que Carles III els va reobrir tres anys més tard com a Reials Estudis de San Isidro, i va establir quinze càtedres –concedides per oposició, a diferència de l'estipulat durant el mandat jesuïta– inaugurades el 21 d'octubre de 1771, i l'adreça del qual va ser encomanada al ministre del Consell de Castella, Manuel de Villafaña; també es va decidir canviar el caràcter de la biblioteca, obrint-se com a biblioteca pública, a cura de dos bibliotecaris i el personal de servei necessari. Tanmateix, el 1767, i després de l'expulsió de la Companyia, l'església annexa als Estudis es va transformar en col·legiata, canviant la seva advocació a sant Isidre, i passant a albergar des d'aquest moment les restes del patró de Madrid i la seva esposa, Maria Toríbia.

## Dels Reials Estudis a la Universitat Literària de Madrid
El 1815, Ferran VII va lliurar de nou la institució i l'edifici als jesuïtes que van sortir i van entrar seguint les vicissituds i del regnat del capritxós “rei Felón”, entre 1816 i 1834 (amb el parèntesi del Trienni Liberal).
Després de més de dos segles de domini jesuïta, el 1835, els Reials Estudis,  afectats pel procés de la desamortització de Mendizábal, passarien a convertir-se en una institució definitivament laica amb el nom d'Estudis Nacionals, reanomenats el 1845 com a Universitat Literària de Madrid.

## L'Institut San Isidro
En entrar en vigor el “pla Pidal” el 1845, els antics Reials Estudis van quedar transformats en l'Institut d'Ensenyament “San Isidro”. No obstant això, al mateix edifici s'instal·laria la Biblioteca de la Facultat de Filosofia i Lletres de la Universitat Central, a partir de 1856 l'Escola Diplomàtica, i el 1860 l'Escola de Taquigrafia.
El 1876, en traslladar-se la Universitat a l'edifici de la carrera de San Bernardo, Francisco Jareño y Alarcón inicia la reforma i ampliació de l'edifici, que una vegada disponible de nou seria temporalment ocupat per l'antiga Escola d'Arquitectura (fins llavors depenent de la Reial Acadèmia de Belles Arts de San Fernando), i l'Escola d'Arts i Oficis de Madrid que encara es manté en aquesta adreça.
Durant la Guerra Civil espanyola, suspeses les classes, l'edifici es va utilitzar com a refugi antiaeri, romanent oberta una escola per a fills de milicians. «A diferència de la Col·legiata, l'Institut no va patir danys.»